# Frans de Nerée tot Babberich (kunstenaar)

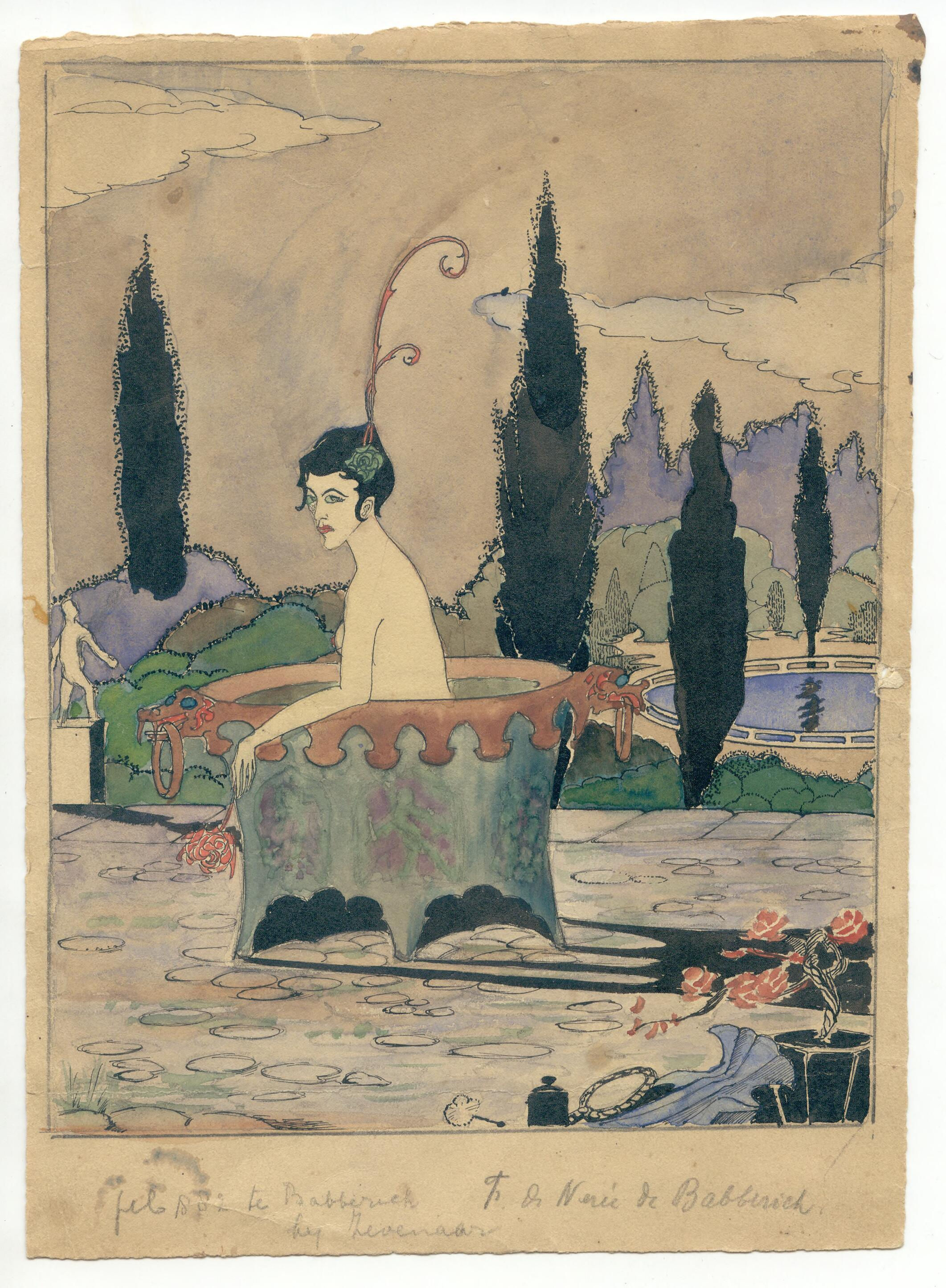
Badende vrouw

Frans Joseph Marie de Nerée tot Babberich (Zevenaar, 13 februari 1882 – Den Haag, 5 juni 1929) was een Nederlands schilder, tekenaar en beeldhouwer. Hij gebruikte het pseudoniem Larec Eeren, een anagram (preciezer: spiegelbeeld) van de naam van zijn oudere broer Carel Nerée.

## Leven en werk
Frans de Nerée tot Babberich, telg uit de familie De Nerée, werd geboren op Huize Babberich als jongste zoon van luitenant-ter-zee Frederik de Nerée tot Babberich (1851-1882) en kunstenares Constance van Houten (1858-1930), en een jongere broer van de kunstenaar Carel de Nerée tot Babberich (1880-1909). Na het overlijden van zijn vader verhuisde Frans met zijn moeder en twee broers naar Den Haag. Toen hij 16 jaar was schilderde Gerard Gratama zijn portret. Hij kreeg les van de schilders Franz Melchers en Frederik Salberg. De Nerée was korte tijd (1912-1914) getrouwd met mr. Charlotte Elise van Kesteren (1891-1979). Uit een relatie met Helena Maria van Gorkom (1895-1973) werd in 1919 een dochter geboren, die door hem werd erkend.
De Néree schilderde en tekende landschappen, naakten, portretten en karikaturen en maakte beeldhouwwerk. Hij werd in zijn werk beïnvloed door zijn broer Carel. Frans exposeerde onder meer tijdens de Nationale tentoonstelling voor huisvlijt (1910) in Scheveningen, bij kunsthandel d'Audretsch (1915) in Den Haag en met De Onafhankelijken (1915) bij Arti et Amicitiae in Amsterdam. In 1916 exposeerde hij met zijn moeder bij kunstzaal Huis 202 van Willemien Testas in Den Haag, zij toonden "van Mevrouw de Neree zinrijk of kleurrijk borduurwerk; van den Heer Frans de Nerée een schilderij "de Golf", dat niet onder de minste is".
Frans de Nerée tot Babberich overleed op 47-jarige leeftijd.

## Enkele werken

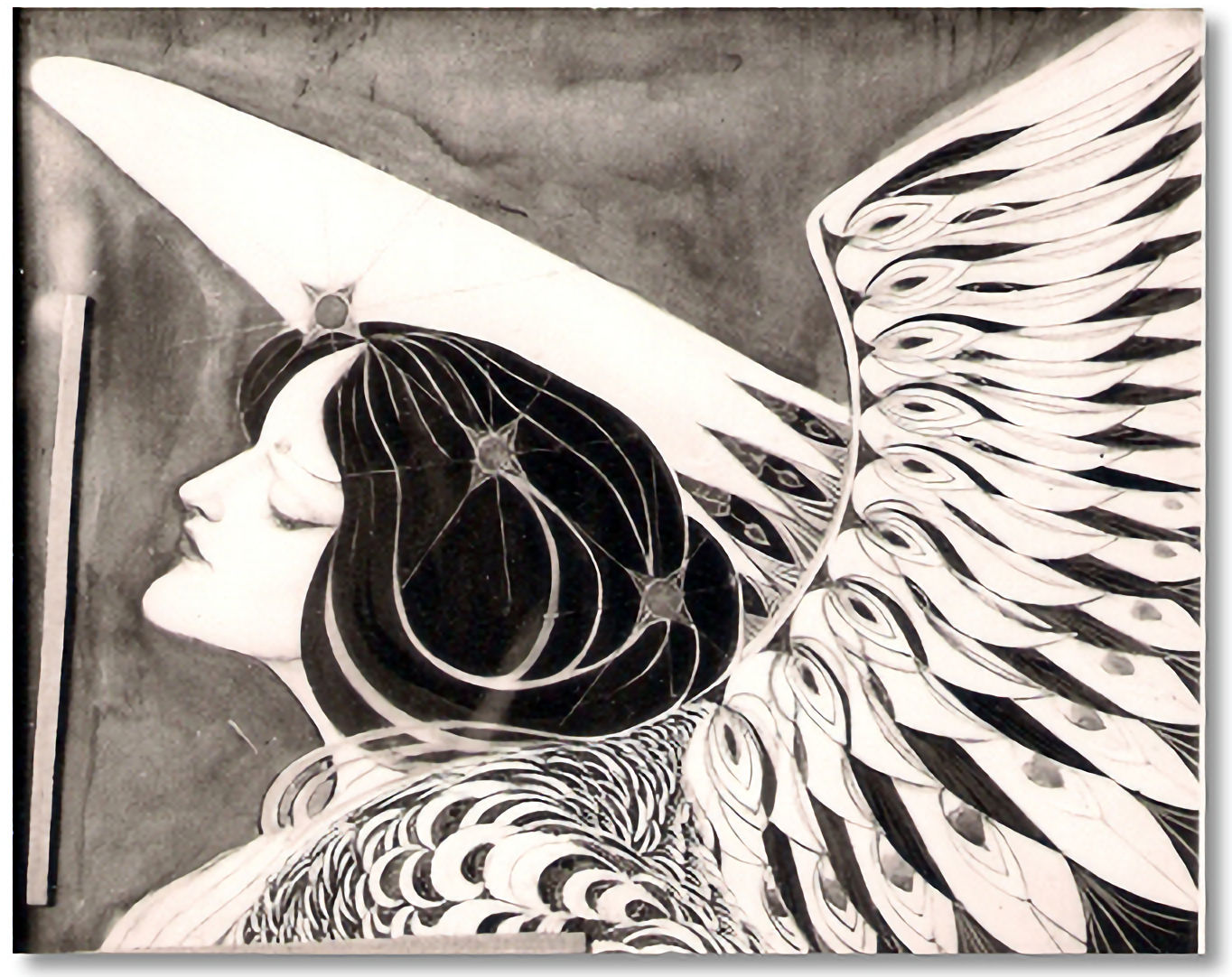
Aartsengel (1915?)
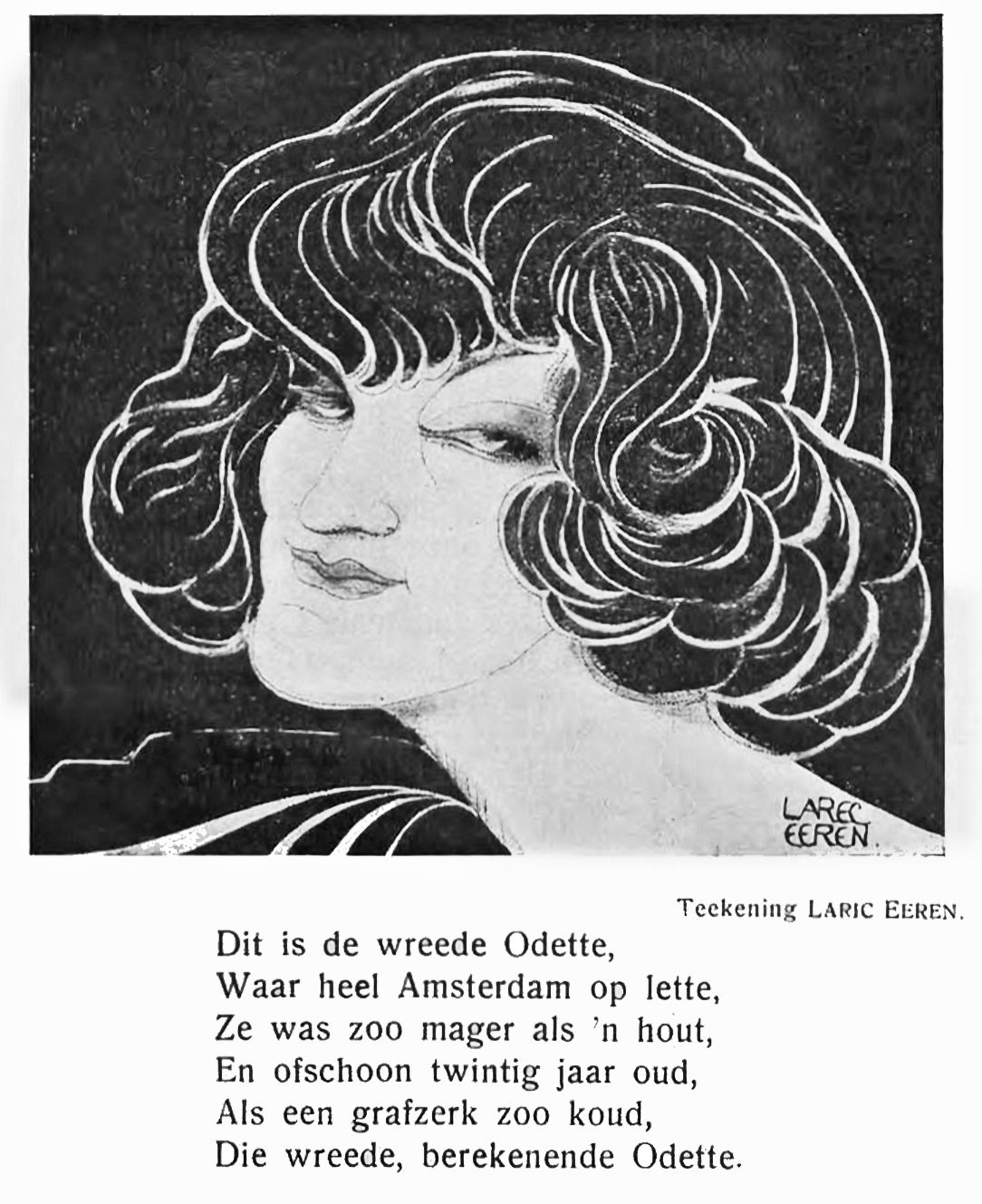
Portret van Odette Myrtil (1915)

- Biografisch Portaal: 56940469
- RKD-Nederlands Instituut voor Kunstgeschiedenis: 93234